# MIGA1
MIGA1 ‏ (Mitoguardin 1) هوَ بروتين يُشَفر بواسطة MIGA1  جين في الإنسان.